# König David (Schiff)

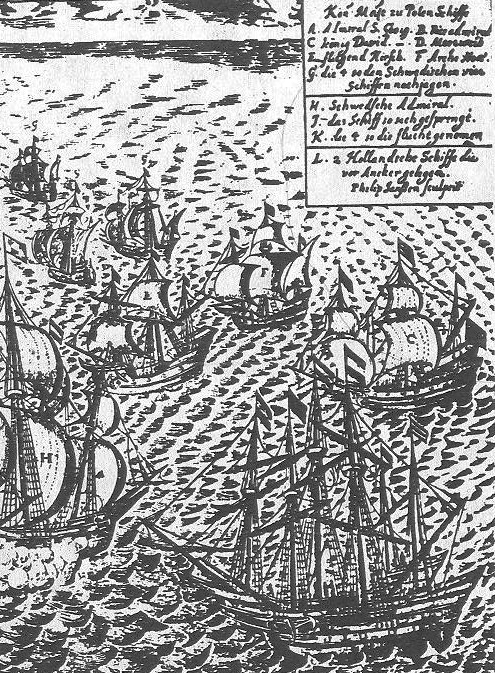
Die König David (C, rechts) in der Seeschlacht von Oliwa (1627), Polens einzigem Seesieg (Darstellung von 1628)

König David (polnisch Król Dawid) war der Name einer polnischen Galeone.

## Das Schiff
Für die Übernahme in kaiserliche Dienste existiert ein Inventarverzeichnis vom 13. Februar 1629: Danach war das Schiff 200 Lasten groß, mit 120 Fuß Länge, 26 Fuß Breite und 19 Fuß tief im Raum, bei einer Deckshöhe von 6 1/2 Fuß zwischen Überlauf und Kuhbrücke. Die Bestückung bestand aus einer halben Karthaune aus Dänemark zu 22 Pfund, zwei metallene Stücke aus Schweden zu 12 Pfund, zwei Quartierstücke zu 9 Pfund, neun metallene Stücke zu 3 Pfund, zwei metallene Schrotstücke zu 15 bzw. 8 Pfund und zwei metallene Falkonetten zu 3/4 Pfund Ladungsgewicht. An eisernen Stücken waren 10 Stück zu 6 Pfund (aber eines ohne Lafette) und zwei Steinstücke mit 5 Kammern.
Es werden alle möglichen Posten genau aufgeführt bis zum Vorrat und Küchengerät. An Segel werden der Besan (Meysanh) mit Bonnet, Großbram, Großmars, Groß mit Bonnet, Vormars, Fock mit Bonnet, Großblinde und Bovenblinde gelistet. Es fehlen auch nicht des Profossen Ketten, Hand- und Fußschellen.

## Der Name
In den zeitgenössischen Dokumenten wurde das Schiff stets in der deutschen Form erwähnt. Allerdings wird in den Publikationen seit der polnischen Unabhängigkeit stets die übersetzte Version, Król Dawid, verwendet.

## Geschichte
Das 1623 in Danzig gebaute 400-Tonnen-Schiff war mit zunächst 32 Geschützen unterschiedlichen Kalibers bestückt und mit 60 Matrosen sowie 100 Marinesoldaten bemannt. Im Polnisch-Schwedischen Krieg nahm das Schiff 1627 an der Seeschlacht von Oliwa teil, Polens einzigem Seesieg, und wurde danach das Flaggschiff der polnischen Marine.
Polens König Sigismund III. Wasa vermietete die König David zusammen mit neun anderen polnischen Schiffen 1629 an das kaiserlich-katholische Lager des Heiligen Römischen Reiches Deutscher Nation, das sich gerade im Krieg gegen das mit den protestantischen Reichsfürsten verbündete Dänemark befand. Die König David wurde das Admiralschiff der von Albrecht von Wallenstein bzw. Philipp von Mansfeld geschaffenen kaiserlichen Ostseeflotte, die von dänischen und schwedischen Schiffen in Wismar blockiert wurde. Die inzwischen mit 40 Kanonen bestückte König David konnte jedoch ausbrechen und führte im Herbst 1630 einen kurzen Kaperkrieg gegen schwedische Schiffe vor der schwedischen Küste, ehe sie vor schwedischen Kriegsschiffen nach Lübeck flüchten musste. Dort wurde sie beschlagnahmt, abgerüstet und außer Dienst gestellt, die Besatzung jedoch mitsamt den Geschützen freigelassen.